# Каннада (письмо)

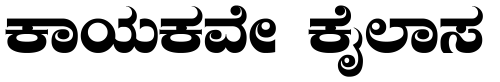
Напис абеткою каннада

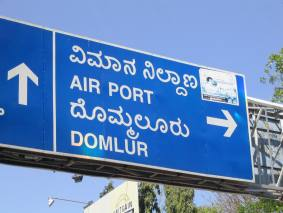
Дорожній знак

Каннада (ಕನ್ನಡ ಲಿಪಿ) — система силабічних символів, що застосовуються для запису мов каннада (44 млн. мовців), конкані (ಕೊಂಕಣಿ) (2.5 млн.), санкетхі (ಸಂಕೇತಿ), тулу (ತುಳು ಬಾಸೆ) (до 5 млн.) у штаті Карнатака, Індія.

## Історія

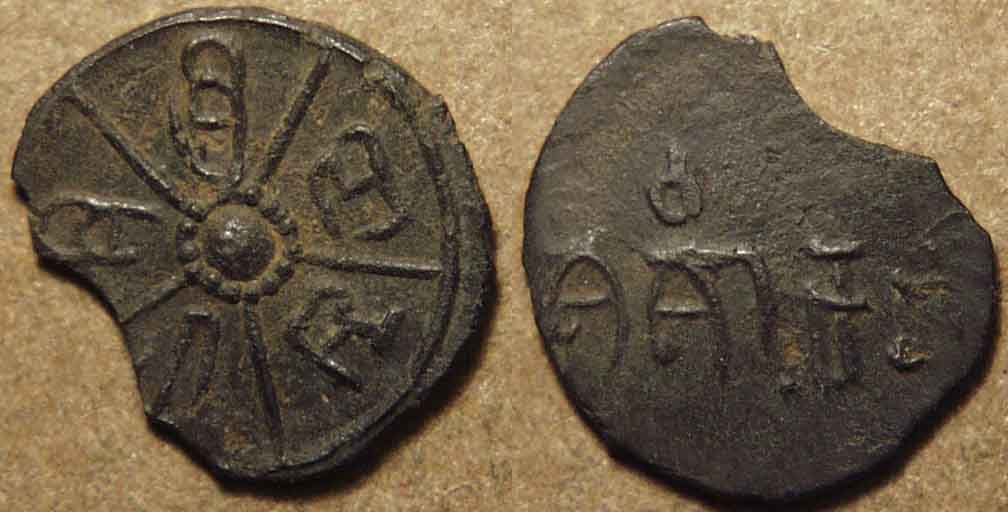
Напис на монеті абеткою «кадамба»

Писемність мови каннада розвинулася на базі абетки «кадамба», що трансформувалася у старо-каннадське письмо від якого походить сучасна система символів мов каннада та телугу. Сучасне письмо сформувалося у XV ст., проте остаточна стандартизація відбулася під впливом європейських місіонерів у XIX ст.

## Специфіка
Каннада — консонантно-складова абетка (або абугіда), у якій кожен символ містить приголосний звук разом з базовим голосним. Поєднання цього приголосного з іншим голосним (відмінним від базового) позначають діакритичними знаками, що можуть ставитися з усіх боків символу. Якщо дві приголосні зустрічаються поруч - другий символ записують знизу першого. Текст записують зліва на право по горизонталі. 

### Голосні
В абетці 14 голосних символів. У поєднанні з приголосними вони записуються у вигляді діакритичних знаків.
| Каннада | ISO |
| ------- | --- |
| ಅ       | a   |
| ಆ       | ā   |
| ಇ       | i   |
| ಈ       | ī   |
| ಉ       | u   |
| ಊ       | ū   |
| ಋ       | ru  |
| ೠ       | rū  |
| ಎ       | ae  |
| ಏ       | aee |
| ಐ       | ai  |
| ಒ       | o   |
| ಓ       | ō   |
| ಔ       | au  |

### Приголосні
Приголосні поділяються на структуровані й неструктуровані. 

##### Структуровані приголосні
|                    | Глухі       | Придихові    | Дзвінкі     | Дзвінкі придихові | Носові      |
| ------------------ | ----------- | ------------ | ----------- | ----------------- | ----------- |
| Задньоязикові      | ಕ (ka)      | ಖ (kha)      | ಗ (ga)      | ಘ (gha)           | ಙ (nga)     |
| Середньопіднебінні | ಚ (cha)     | ಛ (chha)     | ಜ (ja)      | ಝ (jha)           | ಞ (ña)      |
| Ретрофлексні       | ಟ (ṭa IAST) | ಠ (ṭha IAST) | ಡ (ḍa IAST) | ಢ (ḍha IAST)      | ಣ (ṇa IAST) |
| Зубні              | ತ (ta)      | ಥ (tha)      | ದ (da)      | ಧ (dha)           | ನ (na)      |
| Губні              | ಪ (pa)      | ಫ (pha)      | ಬ (ba)      | ಭ (bha)           | ಮ (ma)      |

##### Неструктуровані приголосні
'ಯ' (ya),
'ರ' (ra),
'ಱ' (ṟa) (застарілий),
'ಲ' (la),
'ವ' (va),
'ಶ' (śa),
'ಷ' (ṣa IAST),
'ಸ' (sa),
'ಹ' (ha),
'ಳ' (ḷa IAST),
'ೞ' (ḻ) (застарілий).